# Illarion Prianichnikov
Illarion Mikhaïlovitch Prianichnikov (en russe : Илларион Михаилович Прянишников), né le 20 mars 1840 (1er avril dans le calendrier grégorien) au village de Timachovo près de Kalouga et mort le 12 mars 1894 (24 mars dans le calendrier grégorien) à Moscou, est un peintre russe, surtout spécialisé dans la peinture de genre, qui forma de nombreux artistes et fut l'un des fondateurs du mouvement des Ambulants.

## Biographie
Prianichnikov naît dans une famille inscrite à la classe des marchands. Il étudie à partir de l'âge de seize ans à l'école de peinture, de sculpture et d'architecture de Moscou, jusqu'en 1866, auprès de maîtres tels qu'Eugraphe Sorokine et Sergueï Zarianko (en). Il est influencé par l'art de Vassili Perov. Il reçoit le statut d'artiste de première classe en 1870.

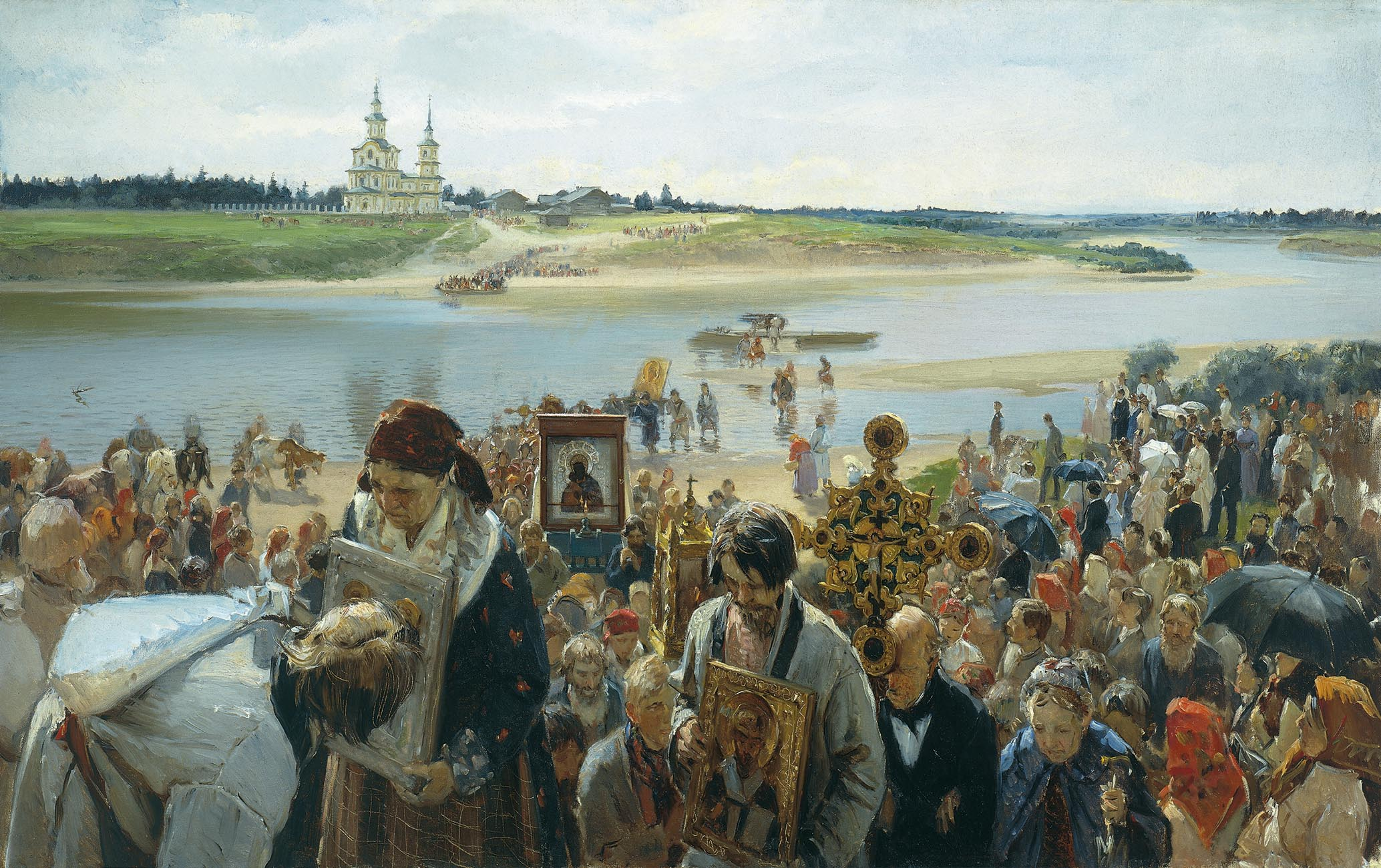
La Procession de Pâques au bord de la Louza (1893), Musée Russe

De 1873, jusqu'à la fin de sa vie, il enseigne à l'école de peinture, de sculpture et d'architecture de Moscou et compte entre autres parmi ses élèves Arkhipov, Bakcheïev, Bialynitski-Biroulia, Bogdanov-Belski, Joukovski, Kassatkine, Korine, Korovine, Élisabeth Krouglikoff, Lebedev, Malioutine, Stepanov, etc. Il fait partie des premiers fondateurs des Ambulants et passe sa vie à Moscou tout en faisant de fréquents séjours dans le nord de la Russie pour y peindre et dessiner, notamment à Lalsk chez son frère aîné Sergueï. C'est ainsi que La Procession de Pâques représente au fond l'église de l'Intercession-sur-la-Louza du village.

Le groupe des Ambulants en 1886
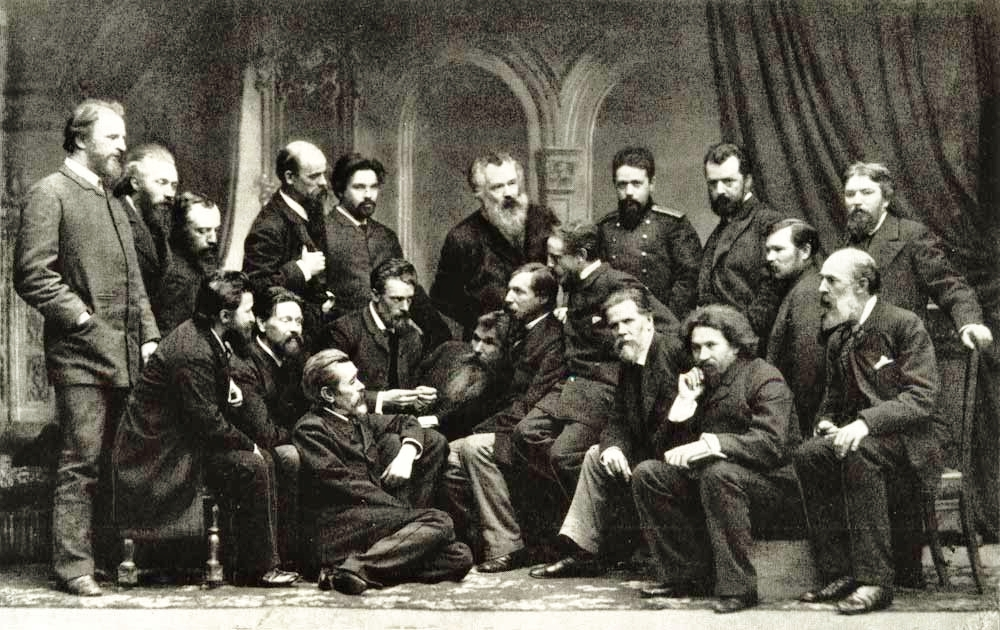
Illarion Prianichnikov se trouve assis au centre (de profil gauche)

Il prend part à la décoration de la cathédrale du Christ-Sauveur de Moscou.

## Illustrations

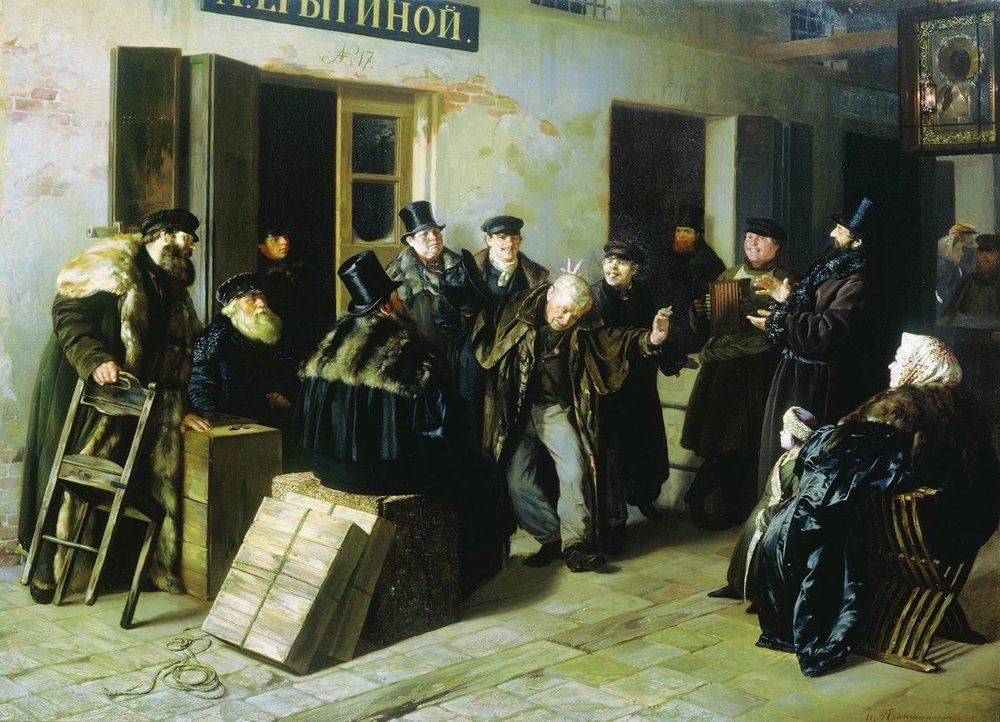
Les Cochers farceurs au gostiny dvor de Moscou (1865)
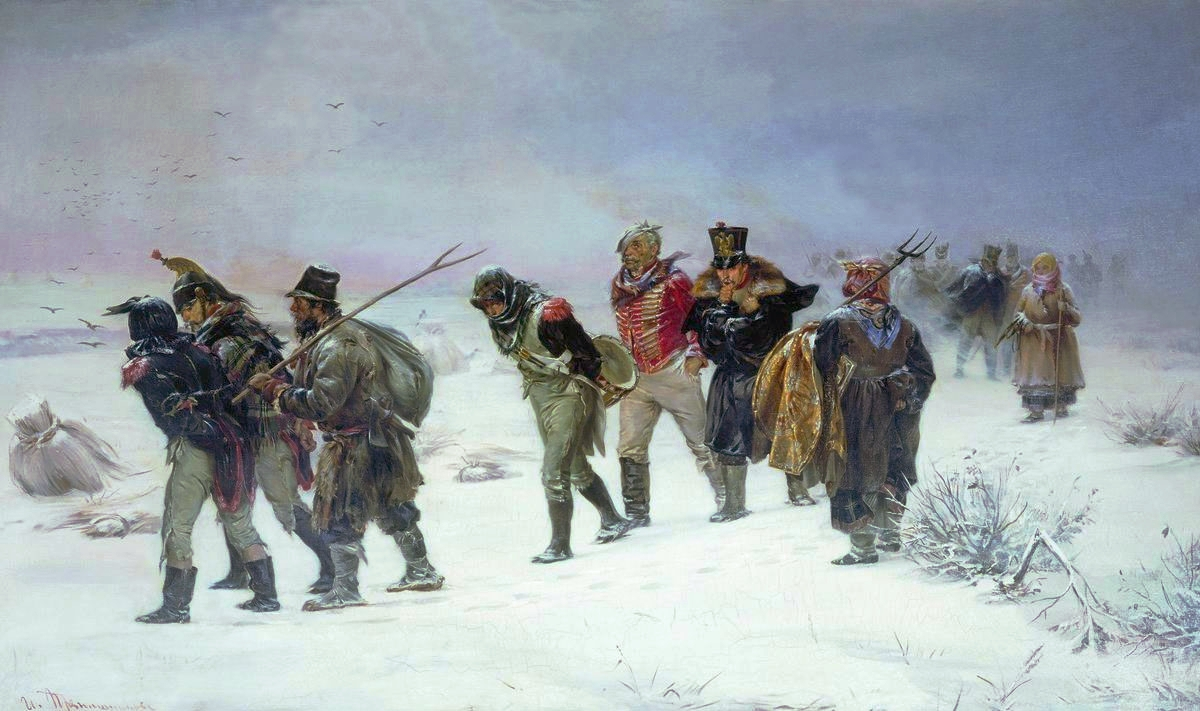
En 1812[1] (1874)
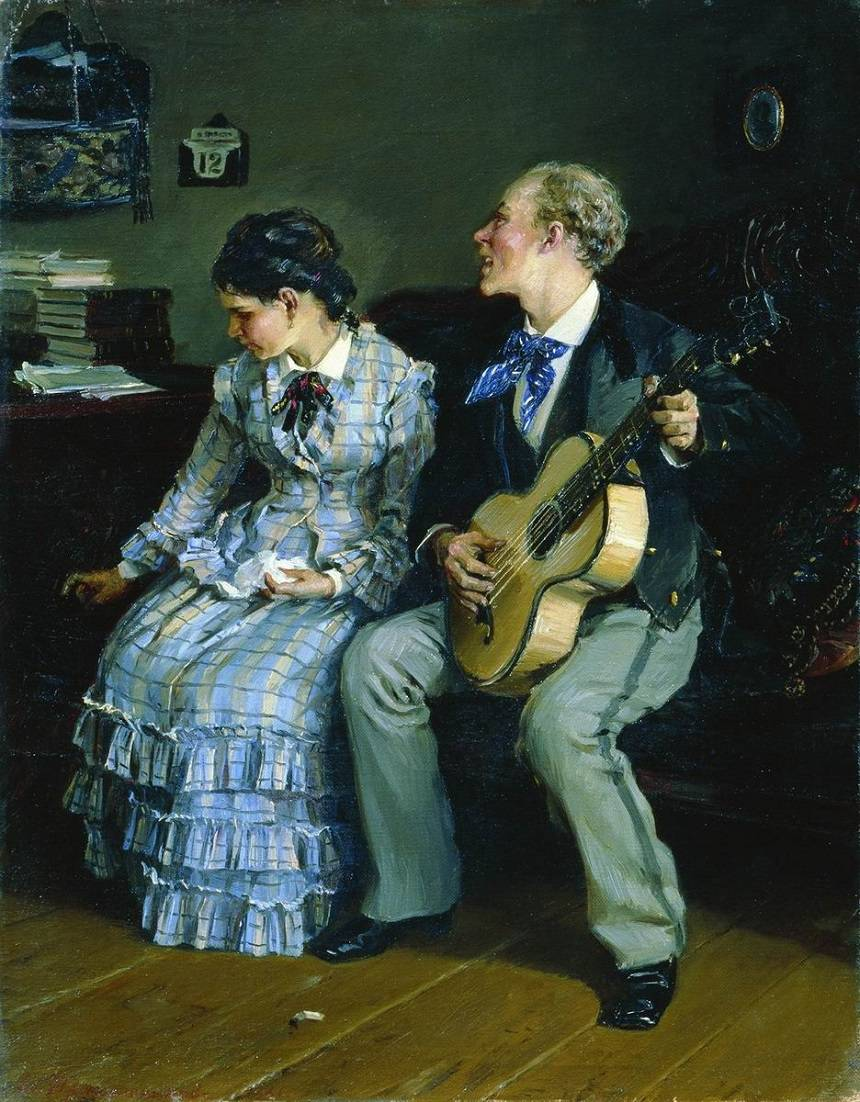
Romances tristes (1881)
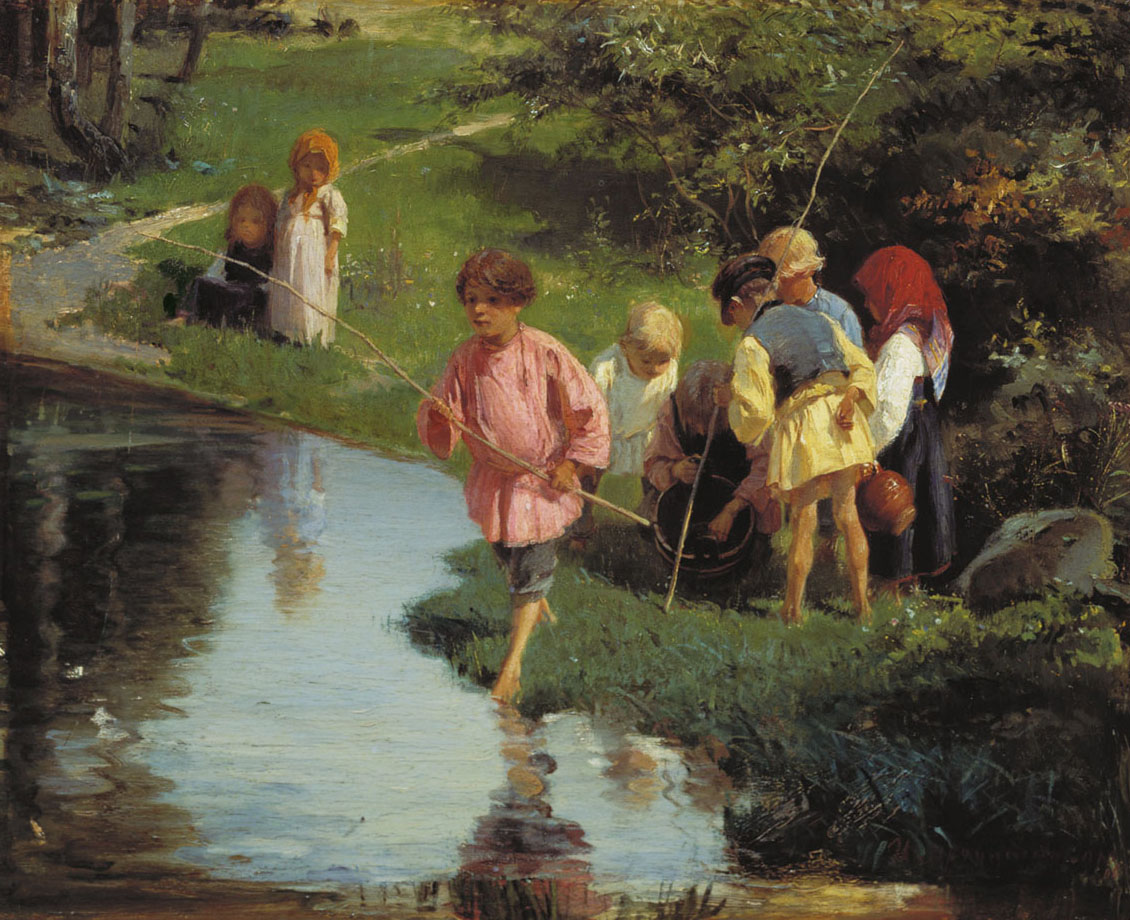
Enfants à la pêche (1882)
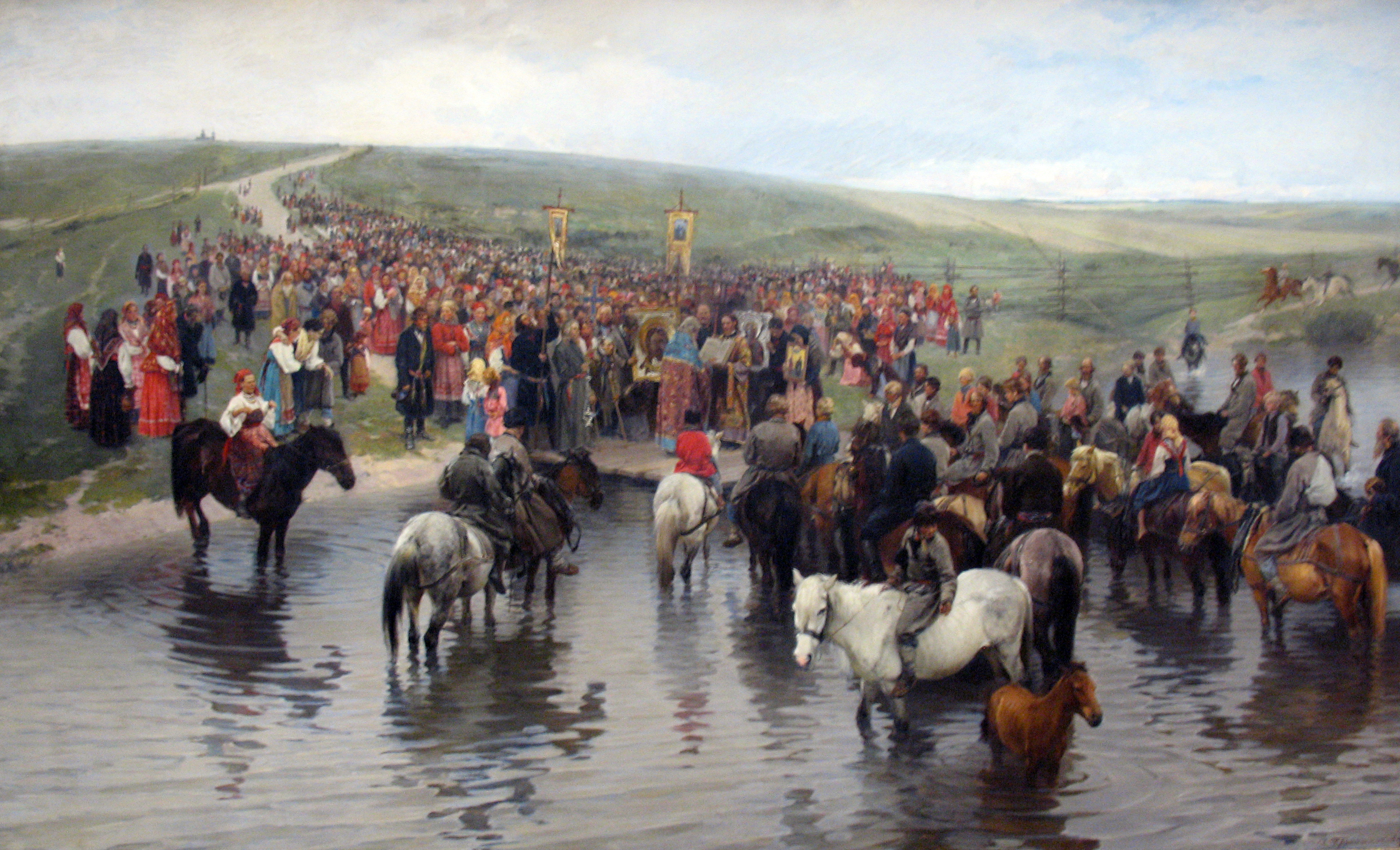
Procession de Pâques dans le nord de la Russie (1887)
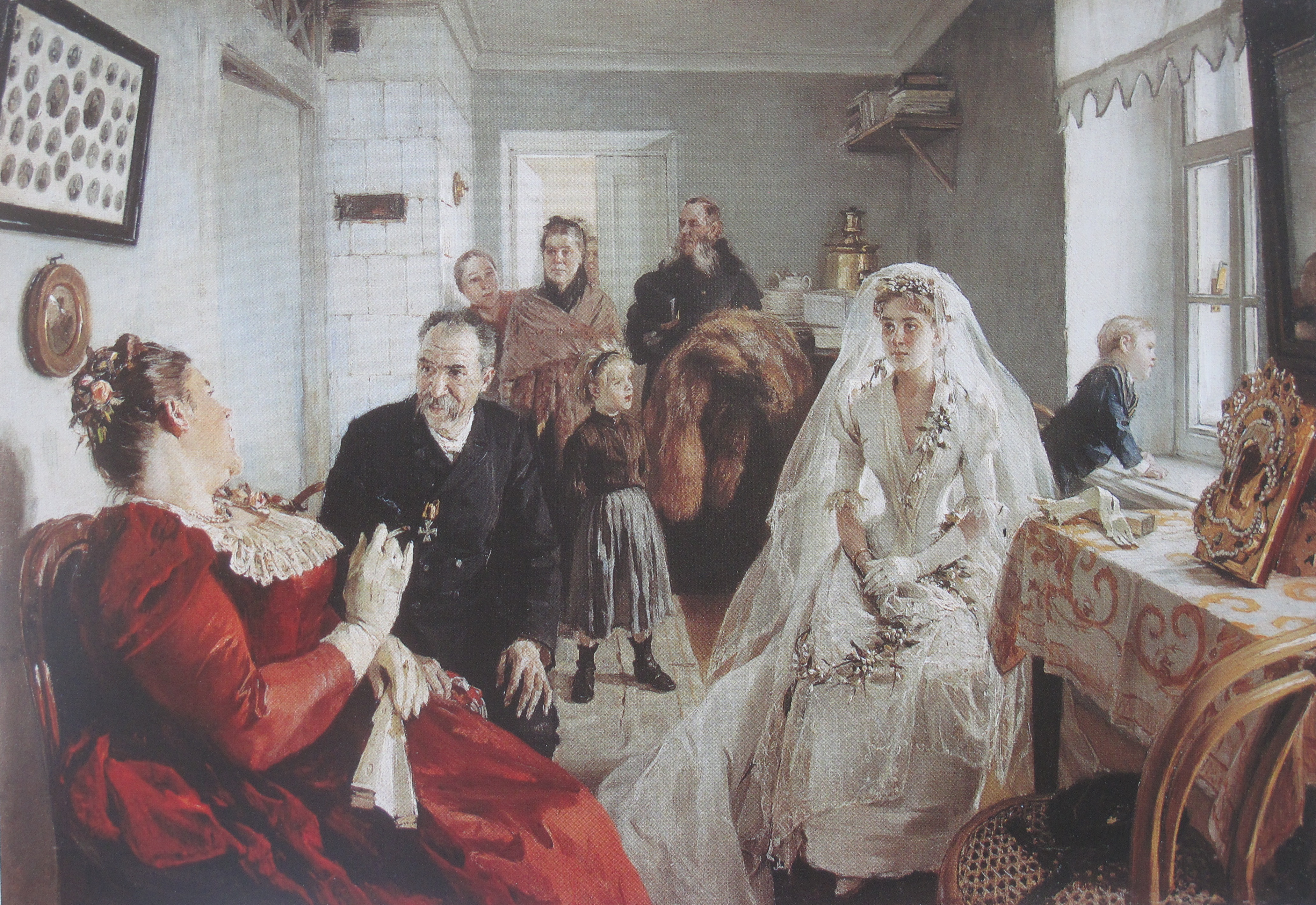
En attendant le garçon d'honneur (1891), musée d'art et d'histoire de Serpoukhov

## Collections publiques
- Musée russe, Saint-Pétersbourg :
  - Procession de Pâques au bord de la Louza, huile sur toile 101,5x165cm, 1893[2].
  - Retour de la foire, huile sur toile[3].
  - La couturière, huile sur toile[3].
- Musée régional d'art d'Irkoutsk, La fête à la campagne, huile sur toile, 1870.
- Galerie Tretiakov, Moscou :
  - Paysans revenant du marché, huile sur toile 48x71cm, 1872[2].
  - Les loustics, huile sur toile[3].
  - En 1812, huile sur toile, 1874[3].
  - Romance cruelle, huile sur toile[3].
- Musée des Beaux-Arts, Nijni Taguil, В Кaзинo был, huile sur toile 88,3x70,6cm[4].
- Musée d'Art et d'Histoire de Serpoukhov, En attendant le garçon d'honneur, huile sur toile, 1891.

### Source
- (ru) Cet article est partiellement ou en totalité issu de l’article de Wikipédia en russe intitulé « Прянишников, Илларион Михайлович » (voir la liste des auteurs).